# Медвиђа
Медвиђа је насељено мјесто у Буковици, у сјеверној Далмацији. Припада граду Бенковцу, у Задарској жупанији, Република Хрватска.

## Географија
Налази се око 19 км сјевероисточно од Бенковца.

## Историја
Медвиђа се од распада Југославије до августа 1995. године налазила у Републици Српској Крајини, у саставу старе општине Обровац. Хрватско становништво је претежно напустило Медвиђу 1991. године, након што је прикључена Републици Српској Крајини, док су Срби село напустили у егзодусу током хрватске војне операције Олуја у августу 1995. године.

## Култура
У Медвиђи се налазе храм Српске православне цркве Мале Госпојине из 1856. године и двије римокатоличке цркве: Св. Илије и Богородице Марије.

## Становништво
Прије грађанског рата у Хрватској, Медвиђа је била национално мјешовито село; по попису из 1991. године, имала је 688 становника, од тога 282 Срба, 395 Хрвата и 11 осталих. Према попису становништва из 2001. године, Медвиђа је имала 199 становника. Медвиђа је према попису становништва из 2011. године имала 140 становника, углавном Хрвата.
| Националност       | 1991. | 1981. | 1971. | 1961. |
| Срби               | 282   | 337   | 355   | 387   |
| Хрвати             | 395   | 525   | 736   | 824   |
| Југословени        |       | 50    | 32    |       |
| остали и непознато | 11    | 5     | 1     |       |
| Укупно             | 688   | 917   | 1.124 | 1.211 |

| Демографија | Демографија | Демографија |
| Година      | Становника  | Становника  |
| ----------- | ----------- | ----------- |
| 1961.       | 1.211       |             |
| 1971.       | 1.124       |             |
| 1981.       | 917         |             |
| 1991.       | 688         |             |
| 2001.       | 199         |             |
| 2011.       |             | 140         |

## Попис 1991.
На попису становништва 1991. године, насељено место Медвиђа је имало 688 становника, следећег националног састава:
| Попис 1991.‍  | Попис 1991.‍  | Попис 1991.‍ | Попис 1991.‍ | Попис 1991.‍ |
| ------------ | ------------ | ----------- | ----------- | ----------- |
|              |              |             |             |             |
| Хрвати       | Хрвати       |             | 395         | 57,41%      |
| Срби         | Срби         |             | 282         | 40,98%      |
| остали       | остали       |             | 2           | 0,29%       |
| неопредељени | неопредељени |             | 7           | 1,01%       |
| непознато    | непознато    |             | 2           | 0,29%       |
| укупно: 688  |              |             |             |             |

## Презимена
- Богуновић — Православци, славе Светог Јована
- Лукић — Православци, славе Светог Архангела Михаила
- Миланко — Православци, славе Светог Јована
- Пуповац — Православци, славе Ђурђевдан
- Скокна — Православци, славе Светог Николу
- Шкорић — Православци, славе Светог Николу

## Познате личности
- Никанор Богуновић, епископ банатски.
- Јовица Пуповац (1961–2022), српски пјевач.